# وليد شعيبات
وليد شعيبات هو كاتب فلسطيني ومواطن أمريكي، و (كما يصف نفسه) «مسلم إرهابي سابق». شعيبات آتى تحت أنظار العامة بعد أن أصبح ناقدأً للإسلام ومسانداً لإسرائيل. يصف نفسه كعضو سابق في منظمة التحرير الفلسطينية الذي شارك في عمليات أرهابية ضد أهداف إسرائيلية. هو مؤسس مؤسسة وليد شعيبات Walid Shoebat Foundation، وهي مؤسسة تدعو إلى مقاومة اللاساميّة والسعي إلى السلام في الشرق الأوسط. ظهر في عدة قنوات منها FOX News, MSNBC, CBS والـBBC.

## حياته
ولد لأُم أمريكية وأب فلسطيني، وتبعا سيرة حياته على موقعه الرسمي، ولد في بيت لحم في الضفة الغربية، فقد كان جده مختار بيت ساحور الذي يصفه شعيبات بأنه كان مساعدا لمفتى القدس الحاج محمد أمين الحسيني. في شبابه انضم شعيبات إلى منظمة التحرير الفلسطينية وشارك في هجمات ضد إسرائيل، وألقت إسرائيل القبض عليه عندما كان يستعد لتفجير هدف وتم زجه إلى السجن.  على أي حال فإن مزاعم وليد شعيبات هذه لم تثبت من أي مصدر آخر. في تحقيق صحفي لبرنامج انديرسون كوبر على شبكة سي ان ان الأمريكية، لم يستطع البرنامج العثور على أي دليل على صدق مزاعم شعيبات بخصوص كونه إرهابيا سابقا، بعد أن نفى البنك الإسرائيلي والشرطة الإسرائيلية حدوث أي تفجير في البنك الذي ادعى شعيبات انه شارك في الاعتداء على أحد فروعه. كما نفت الشرطة الإسرائيلية وإدارة السجن الذي ادعى شعيبات انه أمضى أسابيع محتجزا فيه بعد العملية المزعومة، اعتقاله على يد الشرطة أو سجنه.
استمر بعد الإفراج عنه، استمر في نشاطه ضد إسرائيل إلى أن هاجر إلى الولايات المتحدة الأمريكية، وهناك أصبح عضواً في منظمة الطلبة العرب في كلية لووب (بالإنجليزية: Loop College) في شيكاغو، وعمل لاحقا وليد مهندس برمجيات وأصبح مواطناً أمريكياً. في 1993 أعتنق وليد للمسيحية الإنجيلية بعد أن قرأ ودقق الإنجيل بدفع من تحدي من زوجته التي كان يشجعها على اعتناق الإسلام.
بعد الهجوم الإرهابي على أمريكا في 11 سبتمبر 2001، أصبح شعيبات ناشطاً ضد التطرف الإسلامي أو ما يصفه بالتأسلم (بالإنجليزية: Islamism)، ووظهر متكلما في عدة محطات تلفزية رئيسية حول العالم، منها سي إن إن، وفوكس نيوز، وأي تي إنوK وإن بي سي، وسي بي إس، وإيه بي سي، وكذلك على العديد من محطات الراديو في الولايات المتحدة والعالم. ألقى شعيبات محاضرات في مؤسسات أمريكية مثل كلية القانون في جامعة هارفارد، وجامعة كولومبيا، وجامعة كونكورديا، وجامعة جورجيا، وجامعة واشنطن وغيرها، ويستدعى بصفة خبير في برامج وثائقية تتناول التطرف الإسلامي.
ينوّه شعيبات إلى ما يعتقد أنه التوازي بين القوة والتأثير النازي والإسلام المتطرف، ويحاول إثبات وجهة نظره في مقارنة مصطلح "جهاد" (النضال-الشخصي) مع عنوان كتاب أدولف هتلر "كفاحي" (نضالي)، ويقول بأن «حركات مقفلة مثل النازية هي أقل خطورة من الفاشية الإسلامية التي نراها اليوم، لأن الفاشية الإسلامية لها أولوية دينية، حيث تقوم على مبدأ أن» الله أمرك بفعل هذا«... إنها تحاول أن تنمو في 55 دولة إسلامية، فربما يمكن أن يكون هناك نسبة نجاح للعديد من ألمانيا النازية، إذا استطاع هؤلاء الناس ان يأخذوا طريقهم».

## مواضيع متعلقة
- قائمة الشخصيات التي اعتنقت المسيحية
- وفاء سلطان

## وصلات خارجية
- وليد شعيبات على موقع IMDb (الإنجليزية)
- موقع وليد شعيبات